# Irina Karavaeva
Irina Karavaeva (în rusă Ирина Караваева; n. 18 mai 1975, Krasnodar, RSFS Rusă, URSS) este o sportivă ce a reprezentat Rusia, medaliată olimpică. A participat la 3 ediții ale Jocurilor Olimpice (2000, 2004, 2008) în care a câștigat o medalie de aur.